# Similosodus persimilis
Similosodus persimilis är en skalbaggsart som först beskrevs av Stefan von Breuning 1942.  Similosodus persimilis ingår i släktet Similosodus och familjen långhorningar. Inga underarter finns listade i Catalogue of Life.